# Hiroyuki Omata
Hiroyuki Omata (尾亦 弘友希 Omata Hiroyuki?), född 1 september 1983 i Tokyo prefektur, är en japansk före detta fotbollsspelare.
Omata började sin karriär 2002 i FC Tokyo. 2004 blev han utlånad till Omiya Ardija. Han gick tillbaka till FC Tokyo 2005. 2006 flyttade han till Shonan Bellmare. Han spelade 78 ligamatcher för klubben. Efter Shonan Bellmare spelade han för Cerezo Osaka och Avispa Fukuoka. Han avslutade karriären 2013.